# Наполі (Нью-Йорк)
Наполі (англ. Napoli) — місто (англ. town) в США, в окрузі Каттарогус штату Нью-Йорк. Населення — 1171 особа (2020).

## Демографія
Згідно з переписом 2010 року, у місті мешкало 1248 осіб у 405 домогосподарствах у складі 298 родин. Було 581 помешкання
Расовий склад населення:
| - 95,4 % — білих - 2,0 % — корінних американців - 0,5 % — чорних або афроамериканців - 0,5 % — азіатів |

До двох чи більше рас належало 1,1 %. Частка іспаномовних становила 1,5 % від усіх жителів.
За віковим діапазоном населення розподілялося таким чином: 32,9 % — особи молодші 18 років, 55,4 % — особи у віці 18—64 років, 11,7 % — особи у віці 65 років та старші. Медіана віку мешканця становила 35,9 року. На 100 осіб жіночої статі у місті припадало 112,2 чоловіків;  на 100 жінок у віці від 18 років та старших — 115,7 чоловіків також старших 18 років.
Середній дохід на одне домашнє господарство  становив 56 624 долари США (медіана — 51 500), а середній дохід на одну сім'ю — 60 286 доларів (медіана — 59 219). Медіана доходів становила 45 142 долари для чоловіків та 41 413 долари для жінок. За межею бідності перебувало 17,8 % осіб, у тому числі 31,0 % дітей у віці до 18 років та 9,5 % осіб у віці 65 років та старших.
Цивільне працевлаштоване населення становило 509 осіб. Основні галузі зайнятості: освіта, охорона здоров'я та соціальна допомога — 21,0 %, будівництво — 19,3 %, виробництво — 12,4 %, мистецтво, розваги та відпочинок — 11,4 %.